# Chrysometa maitae
Chrysometa maitae är en spindelart som beskrevs av A[ac. acute och lvarez-Padilla 2007. Chrysometa maitae ingår i släktet Chrysometa och familjen käkspindlar. Inga underarter finns listade i Catalogue of Life.